# Linia kolejowa nr 237
Linia kolejowa nr 237 – wyłączona z eksploatacji, jednotorowa, niezelektryfikowana linia kolejowa znaczenia miejscowego (równocześnie na całej długości posiada charakter linii o statusie państwowym) łącząca Lębork ze stacją Maszewo Lęborskie.
Linia powstawała etapami i została oddana do użytku w 1902 roku. Od samego początku miała tylko znaczenie lokalne. Pierwotnie (do 1945) łączyła Lębork z Bytowem, później została skrócona do Cewic, a finalnie do Maszewa Lęborskiego. W roku 1945 linia została rozebrana przez Armię Czerwoną, a jej elementy wywiezione do ZSRR, jednak w roku 1946 część linii (odcinek Lębork - Maszewo) została odbudowana i uruchomiono na niej kursowanie pociągów (m.in. ruch towarowy do Bacutilu). W latach 70. dokonano wymiany nawierzchni. Ruch pasażerski został zlikwidowany 27 maja 1975 roku, natomiast towarowy blisko 30 lat później - 14 lipca 2004. W 2010 linia była zamknięta i nieużywana na całej jej długości. W lutym 2013 linia pomiędzy Lęborkiem a Maszewem Lęborskim została rozebrana, po czym rozpoczęto przygotowania do położenia od nowa torów na długości 11 km. Po zakończeniu w roku 2014 prac o wartości 8 mln zł na zmodernizowanej trasie przywrócono prędkość maksymalną 80 km/h. Odbudowana linia umożliwia dojazd do lotniska Marynarki Wojennej w Siemirowicach.

## Stacje i przystanki
| Nazwa             | Zdjęcie | Liczba krawędzi peronowych | Infrastruktura | Źródło |
| ----------------- | ------- | -------------------------- | -------------- | ------ |
| Lębork            |         | 5                          |                | [ 4 ]  |
| Lębork Elewator   |         |                            |                | [ 5 ]  |
| Lębork Drętowo    |         | 1                          |                | [ 6 ]  |
| Osowo Lęborskie   |         |                            |                | [ 7 ]  |
| Maszewo Lęborskie |         |                            |                | [ 8 ]  |

Historyczny (dawny) odcinek linii:
| Nazwa           | Zdjęcie | Liczba krawędzi peronowych | Infrastruktura | Źródło |
| --------------- | ------- | -------------------------- | -------------- | ------ |
| Cewice          |         |                            |                | [ 9 ]  |
| Oskowo          |         |                            |                | [ 10 ] |
| Kostroga        |         |                            |                | [ 11 ] |
| Czarna Dąbrówka |         |                            |                | [ 12 ] |
| Jerzkowice      |         |                            |                | [ 13 ] |
| Jasień          |         |                            |                | [ 14 ] |
| Soszyca         |         |                            |                | [ 15 ] |
| Pomysk          |         |                            |                | [ 16 ] |
| Bytów           |         | 6                          |                | [ 17 ] |